# Ruggero Franceschini
Ruggero Franceschini (Prignano sulla Secchia, 1º settembre 1939 – Reggio Emilia, 30 dicembre 2024) è stato un arcivescovo cattolico italiano.

## Biografia
Nacque a 1º settembre 1939 a Prignano sulla Secchia.

### Formazione e ministero sacerdotale
Entrò sin da giovane nell'Ordine dei frati minori cappuccini, pronunciando i voti religiosi nel 1960. Venne ordinato sacerdote di quest'ordine l'11 agosto 1963.

### Ministero episcopale
Il 2 luglio 1993 venne nominato vicario apostolico dell'Anatolia e nel contempo vescovo titolare di Sicilibba. Ricevette la consacrazione episcopale il 3 ottobre 1993 dal cardinale Achille Silvestrini, prefetto della Congregazione per le Chiese orientali.
L'11 ottobre 2004 venne elevato arcivescovo metropolita di Smirne.
Il 12 giugno 2010 venne nominato anche amministratore apostolico del vicariato apostolico dell'Anatolia dopo l'uccisione del vescovo Luigi Padovese.
Durante il suo mandato, si impegnò perché la Cattedrale di San Giovanni fosse resa accessibile a tutti. Il 29 settembre 2013 fu riaperta dopo un importante intervento di restauro.
Non subì mai attentati in Turchia, ma nei primi mesi dopo il suo arrivo a Smirne un'automobile lo investì mentre attraversava la strada; rimase ricoverato in ospedale per diversi mesi e da allora fu leggermente claudicante.
Il 7 novembre 2015 papa Francesco accolse la sua rinuncia al governo pastorale dall'arcidiocesi di Smirne per raggiunti limiti di età; gli succedette Lorenzo Piretto. Da quel momento conservò il titolo di arcivescovo emerito di Smirne.
Morì il 30 dicembre 2024 all'ospedale Santa Maria Nuova di Reggio Emilia, dov'era ricoverato. Dopo le esequie, celebrate il 2 gennaio 2025 nella chiesa parrocchiale di Sant'Antonino a Casalgrande, venne sepolto nel cimitero locale.

## Genealogia episcopale
La genealogia episcopale è:
- Cardinale Scipione Rebiba
- Cardinale Giulio Antonio Santori
- Cardinale Girolamo Bernerio, O.P.
- Arcivescovo Galeazzo Sanvitale
- Cardinale Ludovico Ludovisi
- Cardinale Luigi Caetani
- Cardinale Ulderico Carpegna
- Cardinale Paluzzo Paluzzi Altieri degli Albertoni
- Papa Benedetto XIII
- Papa Benedetto XIV
- Papa Clemente XIII
- Cardinale Enrico Benedetto Stuart
- Papa Leone XII
- Cardinale Chiarissimo Falconieri Mellini
- Cardinale Camillo Di Pietro
- Cardinale Mieczysław Halka Ledóchowski
- Cardinale Jan Maurycy Paweł Puzyna de Kosielsko
- Arcivescovo Józef Bilczewski
- Arcivescovo Bolesław Twardowski
- Arcivescovo Eugeniusz Baziak
- Papa Giovanni Paolo II
- Cardinale Achille Silvestrini
- Arcivescovo Ruggero Franceschini, O.F.M.Cap.